# 용뇌수
용뇌수(龍腦樹,학명: Dryobalanops aromatica) 또는 용뇌(龍腦)는 딥테로카르푸스과에 속하는 상록 교목이다. 말레이시아가 원산지로 보르네오, 수마트라에 분포한다.